# Будинок на вулиці Валовій, 19 (Львів)
Будинок за адресою вулиця Валова, 19 у Львові — багатоквартирний житловий триповерховий будинок з магазинним приміщенням на першому поверсі. Пам'ятка архітектури місцевого значення № 859-м. Розташований будинок у периметральній забудові вулиці.

## Історія
Зведена кам'яниця 1894 року архітектором Анджеєм Голомбом, на цьому місці у XV–XVI столітті були оборонні мури міста. Нині на першому поверсі розташований ресторан «PAPI».

## Архітектура
Триповерховий цегляний будинок збудований у стилі історизму. Завдяки двом дворовим офіцинам в плані має П-подібну форму, внутрішнє планування первинно було анфіладного типу, зараз секційного. Фасад будинку симетричний, тинькований. На першому поверсі головний портал входу обрамлений тесаним каменем. Над головним входом виступає балкон з металевою огорожею на ліпних кронштейнах. Між першим та другим поверхом проходить профільна тяга. Вікна на другому та третьому поверсі з профільованим обрамуванням, які завершені лінійними сандриками лише на рівні другого поверху. Над вікнами третього поверху профільна тяга, та маленькі горищні вікна. Завершений будинок карнизом на ліпних кронштейнах з акантовим листом, під якими проходить пояс з сухариком та іоніками.